# The International 2025

The International 2025 — четырнадцатый турнир серии The International по компьютерной игре Dota 2, организованный компанией-разработчиком игры Valve и турнирным оператором PGL. Турнир пройдет с 4 по 14 сентября 2025.
Призовой фонд турнира составил 1.600.000 $

## Предыстория
Турниры серии The International по компьютерной игре Dota 2 ежегодно проводятся с 2011 года под руководством Valve, компании-разработчика игры. Они являются наиболее престижными в дисциплине как по размеру призовых сумм, так и по составу участников. The International считается аналогом чемпионата мира в других видах спорта, победа в котором является наивысшим достижением для команды и киберспортсменов по Dota 2.

## Формат
На The International 2025 примет участие 16 команд. Как и на The International 2024, турнир включает в себя два основных этапа: «Дорога на The International» (англ. The Road to The International) и «The International». Первый этап начнётся 4 сентября и продлится до 8 сентября, он будет включать групповую стадию, которая будет разыгрываться по круговой системе, и стыковые матчи за посев в плей-офф. Второй этап будет проходить с 11 по 14 сентября, на нём будет разыгрываться плей-офф турнира по системе с выбыванием после двух поражений.

## Отборочные соревнования
Региональные квалификации были поделены на шесть регионов (Северная Америка, Южная Америка, Западная Европа, Восточная Европа, Китай и Юго-восточная Азия). В Китае, Юго-Восточной Азии, Южной Америке и Западной Европе на чемпионат отбирались финалисты квалификации, в остальных регионах — победители.

### Список команд
| Приглашенные команды                                                                                         | Победители региональный квалификаций |
| Team Liquid Parivision BetBoom Team Team Tidebound Gaimin Gladiators Team Spirit Team Falcons Tundra Esports | Западная Европа: NAVI, Nigma Galaxy Восточная Европа: Aurora Gaming Китай: Xtreme Gaming Юго-Восточная Азия: Team Nemesis, BOOM Esports Северная Америка: Wildcard Южная Америка: HEROIC |

## Групповой этап
В групповом этапе примет участие 16 команд, которые будут разделены на 4 группы. Группы будут разыгрываться по круговой системе, а затем будут проведены стыковые матчи (англ. Seeding Decider) за посев в плей-офф. В стыковых матчах команды, занявшие 1 и 2 места в группе, встретятся с командами с 3 и 4 места из противоположной группы (A сыграет с B, C сыграет с D). Победители попадут в верхнюю сетку плей-офф, а проигравшие в нижнюю. Матчи группового этапа будут проводиться в формате bo2, стыковых матчей — bo3.